# Bazylika San Francisco el Grande
Bazylika San Francisco el Grande – neoklasyczna hiszpańska bazylika pod wezwaniem św. Franciszka Wielkiego. Jedna z największych świątyń w Madrycie. Powstała w latach 1761–1784, za panowania Karola III. 
Bazylika została zbudowana w stylu neoklasycystycznym w drugiej połowie XVIII w. wg projektu Francisca Cabezas, rozwiniętego później przez Antonia Plo i ukończonego przez Francesca Sabatiniego. W budynku wyróżnia się kopuła o trzeciej co do wielkości średnicy kołowej (33 m) wśród chrześcijańskich świątyń oraz bogaty wystrój wnętrz w stylu eklektycznym z końca XIX w. Istotna jest także pinakoteka świątyni reprezentatywna dla malarstwa hiszpańskiego z XVII–XIX wieku, z obrazami m.in. Zurbarana i Goi.
Król Karol III (1716–1788) był opiekunem bazyliki San Francisco el Grande. Korzystający z protekcji króla zakon franciszkanów zamówił siedem obrazów mających zdobić ołtarze świątyni, a ich wykonanie zlecono siedmiu znanym malarzom epoki. Wśród wyróżnionych niewątpliwym zaszczytem artystów znaleźli się: Francisco Bayeu, Francisco Goya, Gregorio Ferro, Mariano Salvador Maella, Andrés de la Calleja, Antonio González Velázquez i José del Castillo. Malowidła powstały w latach 1781–83. Goya wykonał dzieło pt. Kazanie świętego Bernardyna ze Sieny przed Alfonsem Aragońskim, a Bayeu Wizję św. Franciszka z Asyżu.
W 1880 zamówiono nowe dekoracje dla bazyliki, aby przekształcić ją w świątynię narodową. Pracami kierował Carlos Luis de Ribera, a José Casado del Alisal był odpowiedzialny za dekorację kaplicy św. Jakuba. Wielkoformatowy obraz pt. Święty Jakub w bitwie pod Clavijo ukończył w 1885.